# 天主教邦贵教区
天主教邦貴教區 （拉丁語：Dioecesis Banguedensis）是菲律賓一個羅馬天主教教區，屬新塞哥維亞總教區，位於呂宋島西北部阿布拉省。
2006年有教友199,967人、21個堂區、41名司鐸。其座堂是聖雅各伯座堂 。
1955年6月12日設自治監督區，1982年11月15日升為教區。現任教區主教為萊奧波爾多·約斯安。